# Mangart
Mangart nebo Mangrt je hora v Julských Alpách na hranici Slovinska a Itálie. Skalní pyramida je tvořena triaskými a jurskými vápenci, měří 2679 m n. m. a je čtvrtou nejvyšší horou Slovinska. Leží na území Triglavského národního parku, na svahu hory pramení říčka Koritnica, nedaleko se nacházejí Fusinská jezera. Průsmykem Mangartské sedlo, kde se nachází horská chata Koča, vede nejvýše položená asfaltová silnice ve Slovinsku, dosahující nadmořské výšky 2055 metrů.
Na Mangartu se nacházejí dvě via ferraty - ferrata Via Italiana a Via Slovenia. Zajištěná cesta Via Italiana vede severní stěnou hory a jedná o se ferratu obtížnosti C/D. Tato zajištěná cesta severní stěnou Mangartu vděčí za svůj vznik vytyčování státní hranice po roce 1945. Hranice vedoucí středem vrcholové pyramidy Mangartu bránila Italům v přístupu k vrcholu z údolí Koritnice. Proto byla v místy téměř kolmé a kompaktní severní stěně Malého Mangartu instalována ocelová fixní lana a držadla.
Druhá zajištěná cesta, Via Slovenia obtížnosti C, stoupá puklinou v západní stěně Mangartu až na samotný vrchol hory. Nahoru se kromě zajištěné cesty dá dostat také normální cestou, tzv. Via Normale, která zároveň slouží jako sestupová cesta pro ferratu.
Na nejvyšším bodu zvaném Veliki Mangart (2 679 m n. m.) byl vztyčen kříž s vrcholovou knihou. Prvovýstup uskutečnil v roce 1794 lublaňský přírodovědec Franz von Hohenwart, severní stěna byla zdolána v roce 1906. 